# The Journal of Manual & Manipulative Therapy
The Journal of Manual & Manipulative Therapy é uma revista médica que abrange o conhecimento no campo da terapia manual da ortopedia, da investigação clínica, da prática terapêutica, e de formação acadêmica. 